# Sommières
Pour les articles homonymes, voir Sommières (homonymie).
Sommières (Someire en occitan) est une commune française située dans le sud du département du Gard, en région Occitanie.
Exposée à un climat méditerranéen, elle est drainée par le Vidourle, la Bénovie, le ruisseau des Corbières et par deux autres cours d'eau. La commune possède un patrimoine naturel remarquable : un site Natura 2000 (« le Vidourle ») et cinq zones naturelles d'intérêt écologique, faunistique et floristique.
Sommières est une commune urbaine qui compte 5 028 habitants en 2022, après avoir connu une forte hausse de la population depuis 1975. Elle est ville-centre de l'unité urbaine de Sommières et fait partie de l'aire d'attraction de Sommières. Ses habitants sont appelés les Sommiérois et Sommiéroises.
Le patrimoine architectural de la commune comprend quatre monuments protégés au titre des monuments historiques : le beffroi inscrit en 1926, l'Immeuble 3 rue Taillade inscrit et classé en 1984, le château inscrit en 2010, et le pont Tibère inscrit en 2025.

## Géographie
Située à l'extrême sud du département du Gard, à la périphérie ouest de la plaine de la Vaunage et à la périphérie du département de l'Hérault, dans une région très viticole, à vingt-sept kilomètres de Nîmes et à vingt-huit de Montpellier, cette ville très pittoresque est connue pour son centre médiéval construit en « damier » le long du fleuve le Vidourle, dont les étroites rues sont enjambées de multiples arcades et porches, pour son château, aujourd'hui en ruine mais en cours de restauration, dont la haute tour accessible aux visiteurs, domine la cité et pour son célèbre pont romain si souvent malmené lors des redoutables vidourlades. La commune est en effet régulièrement assujettie aux inondations lors d'épisodes de pluies cévenoles, le record datant de septembre 2002.
Sommières est l'une des soixante-quinze communes membres du Schéma de Cohérence Territoriale SCOT du Sud du Gard et fait également partie des trente-quatre communes du Pays Vidourle-Camargue.
| Aspères                                 | Salinelles          | Villevieille |
| Campagne (Hérault), Galargues (Hérault) | Sommières           | Junas        |
| Saussines (Hérault)                     | Boisseron (Hérault) |              |

### Climat
Pour des articles plus généraux, voir Climat de l'Occitanie et Climat du Gard.
En 2010, le climat de la commune est de type climat méditerranéen franc, selon une étude s'appuyant sur une série de données couvrant la période 1971-2000. En 2020, Météo-France publie une typologie des climats de la France métropolitaine dans laquelle la commune est exposée à un climat méditerranéen et est dans la région climatique Provence, Languedoc-Roussillon, caractérisée par une pluviométrie faible en été, un très bon ensoleillement (2 600 h/an), un été chaud (21,5 °C), un air très sec en été, sec en toutes saisons, des vents forts (fréquence de 40 à 50 % de vents > 5 m/s) et peu de brouillards.
Pour la période 1971-2000, la température annuelle moyenne est de 14,3 °C, avec une amplitude thermique annuelle de 17,4 °C. Le cumul annuel moyen de précipitations est de 736 mm, avec 5,6 jours de précipitations en janvier et 2,8 jours en juillet. Pour la période 1991-2020, la température moyenne annuelle observée sur la station météorologique la plus proche, située sur la commune de Villevieille à 1 km à vol d'oiseau, est de 14,8 °C et le cumul annuel moyen de précipitations est de 761,1 mm,. Pour l'avenir, les paramètres climatiques de la commune estimés pour 2050 selon différents scénarios d'émission de gaz à effet de serre sont consultables sur un site dédié publié par Météo-France en novembre 2022.

### Milieux naturels et biodiversité

#### Réseau Natura 2000

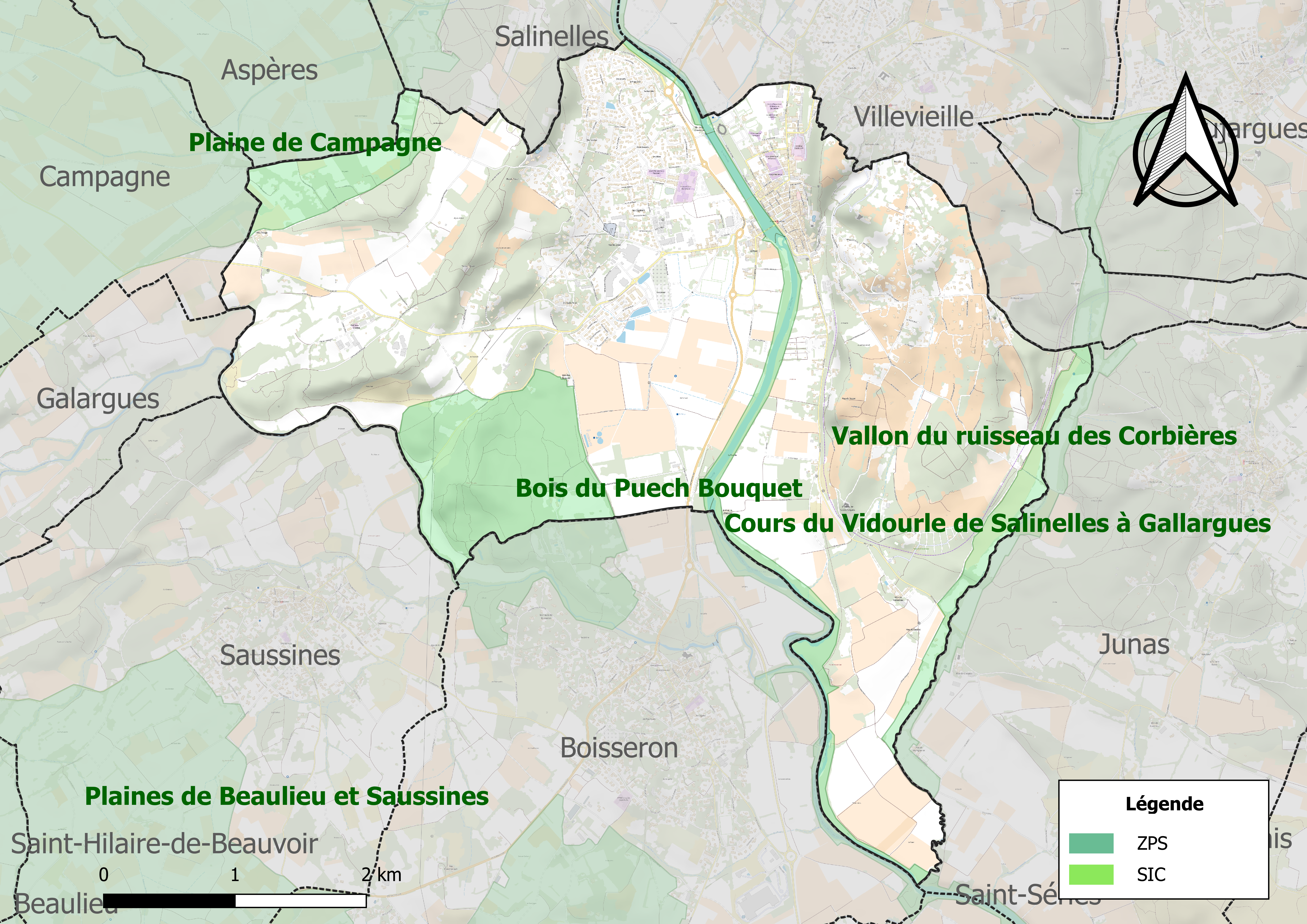
Site Natura 2000 sur le territoire communal.

Le réseau Natura 2000 est un réseau écologique européen de sites naturels d'intérêt écologique élaboré à partir des directives habitats et oiseaux, constitué de zones spéciales de conservation (ZSC) et de zones de protection spéciale (ZPS).
Un site Natura 2000 a été défini sur la commune au titre de la directive habitats : « le Vidourle », d'une superficie de 209 ha, présentant un intérêt biologique tout particulier au regard de l'existence d'espèces aquatiques et palustres remarquables et singulières par rapport à d'autres cours d'eau de la région. Le Gomphe de Graslin, libellule d'intérêt communautaire, justifie notamment l'inscription du Vidourle au réseau Natura 2000.

#### Zones naturelles d'intérêt écologique, faunistique et floristique
L’inventaire des zones naturelles d'intérêt écologique, faunistique et floristique (ZNIEFF) a pour objectif de réaliser une couverture des zones les plus intéressantes sur le plan écologique, essentiellement dans la perspective d’améliorer la connaissance du patrimoine naturel national et de fournir aux différents décideurs un outil d’aide à la prise en compte de l’environnement dans l’aménagement du territoire.
Quatre ZNIEFF de type 1 sont recensées sur la commune :
- le « bois du Puech Bouquet » (121 ha), couvrant 2 communes dont 1 dans le Gard et 1 dans l'Hérault[11] ;
- le « cours du Vidourle de Salinelles à Gallargues » (153 ha), couvrant 10 communes dont 6 dans le Gard et 4 dans l'Hérault[12] ;
- la « plaine de Campagne » (1 681 ha), couvrant 6 communes dont 3 dans le Gard et 3 dans l'Hérault[13] ;
- le « vallon du ruisseau des Corbières » (72 ha), couvrant 4 communes du département[14] ;

et une ZNIEFF de type 2, : 
la « vallée du Vidourle de Sauve aux étangs » (691 ha), couvrant 21 communes dont 16 dans le Gard et 5 dans l'Hérault.

Carte des ZNIEFF de type 1 et 2 à Sommières.
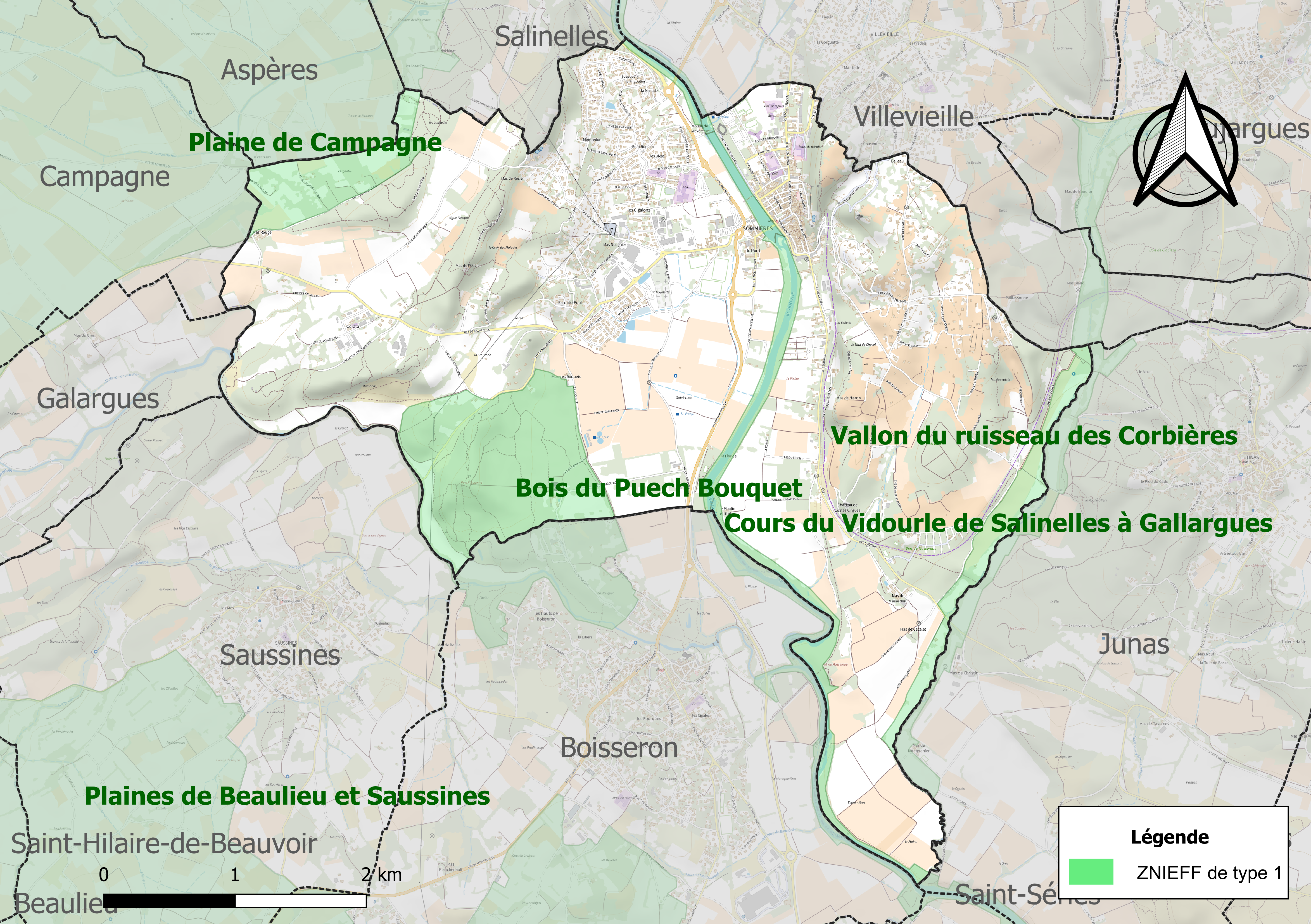
Carte des ZNIEFF de type 1 sur la commune.
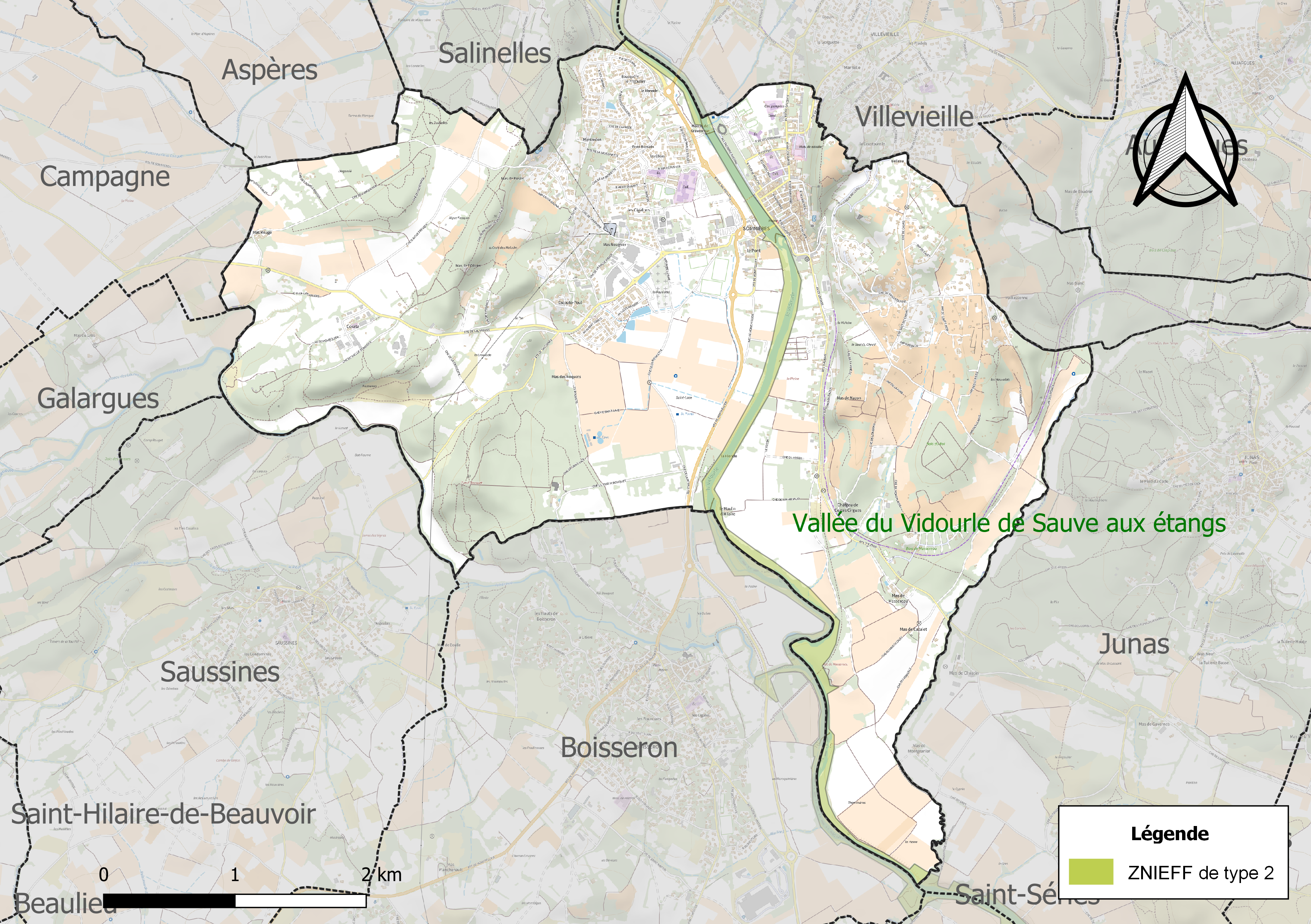
Carte de la ZNIEFF de type 2 sur la commune.

## Urbanisme

### Typologie
Au 1er janvier 2024, Sommières est catégorisée petite ville, selon la nouvelle grille communale de densité à sept niveaux définie par l'Insee en 2022.
Elle appartient à l'unité urbaine de Sommières, une agglomération intra-départementale regroupant trois  communes, dont elle est ville-centre,,. Par ailleurs la commune fait partie de l'aire d'attraction de Sommières, dont elle est la commune-centre,. Cette aire, qui regroupe 1 communes, est catégorisée dans les aires de moins de 50 000 habitants,.

### Occupation des sols
L'occupation des sols de la commune, telle qu'elle ressort de la base de données européenne d’occupation biophysique des sols Corine Land Cover (CLC), est marquée par l'importance des territoires agricoles (59 % en 2018), en diminution par rapport à 1990 (71,7 %). La répartition détaillée en 2018 est la suivante : 
cultures permanentes (49,5 %), zones urbanisées (22,8 %), milieux à végétation arbustive et/ou herbacée (15,5 %), zones agricoles hétérogènes (9,3 %), forêts (2,8 %), prairies (0,1 %). L'évolution de l’occupation des sols de la commune et de ses infrastructures peut être observée sur les différentes représentations cartographiques du territoire : la carte de Cassini (XVIIIe siècle), la carte d'état-major (1820-1866) et les cartes ou photos aériennes de l'IGN pour la période actuelle (1950 à aujourd'hui).

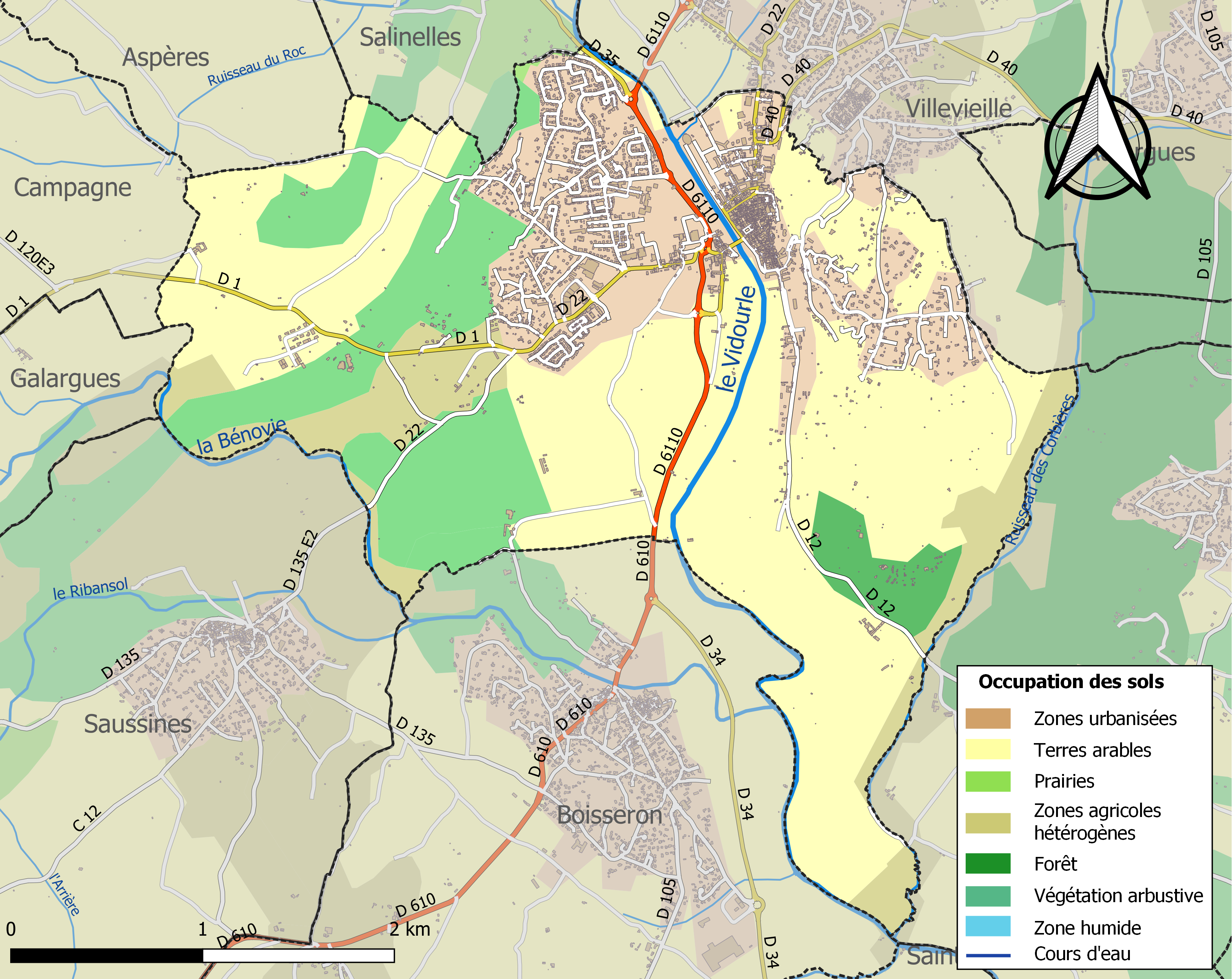
Carte des infrastructures et de l'occupation des sols de la commune en 2018 (CLC).

### Secteur sauvegardé
Un Plan de Sauvegarde et de Mise en Valeur de Sommières (PSMV) a été approuvé par délibération du Conseil Municipal du 23 Septembre 2014 et par Arrêté Préfectoral du 16 Avril 2015 générant dans le secteur classé l'avis préalable de l'Architecte des Bâtiments de France pour tout travaux à effectuer, ceci afin de coordonner ceux-ci avec le patrimoine historique de la ville.
Cette mesure bien perçue par les personnes concernées par les travaux se heurte toutefois à l'incompréhension souvent laissée par l'émetteur de l'avis préalable entraînant ainsi l'abandon regrettable du projet envisagé.

### Risques majeurs
Le territoire de la commune de Sommières est vulnérable à différents aléas naturels : météorologiques (tempête, orage, neige, grand froid, canicule ou sécheresse), inondations, feux de forêts et séisme (sismicité faible). Il est également exposé à un risque technologique,  le transport de matières dangereuses. Un site publié par le BRGM permet d'évaluer simplement et rapidement les risques d'un bien localisé soit par son adresse soit par le numéro de sa parcelle.

#### Risques naturels
La commune fait partie du territoire à risques importants d'inondation (TRI) de Montpellier/Lunel/Maugio/Palavas, regroupant 49 communes du bassin de vie de l'Montpellier et s'étendant sur les départements de  l'Hérault et du Gard, un des 31 TRI qui ont été arrêtés fin 2012 sur le bassin Rhône-Méditerranée, retenu au regard des risques de submersions marines et de débordements du Vistre, du Vidourle, du Lez et de la Mosson. Parmi les derniers événements significatifs qui ont touché le territoire, peuvent être citées les crues de septembre 2002 et de septembre 2003 (Vidourle) et les tempêtes de novembre 1982 et décembre 1997 qui ont touché le littoral. Des cartes des surfaces inondables ont été établies pour trois scénarios : fréquent (crue de temps de retour de 10 ans à 30 ans), moyen (temps de retour de 100 ans à 300 ans) et extrême (temps de retour de l'ordre de 1 000 ans, qui met en défaut tout système de protection),. La commune a été reconnue en état de catastrophe naturelle au titre des dommages causés par les inondations et coulées de boue survenues en 1982, 1988, 1992, 1994, 2001, 2002, 2014, 2015 et 2021,.

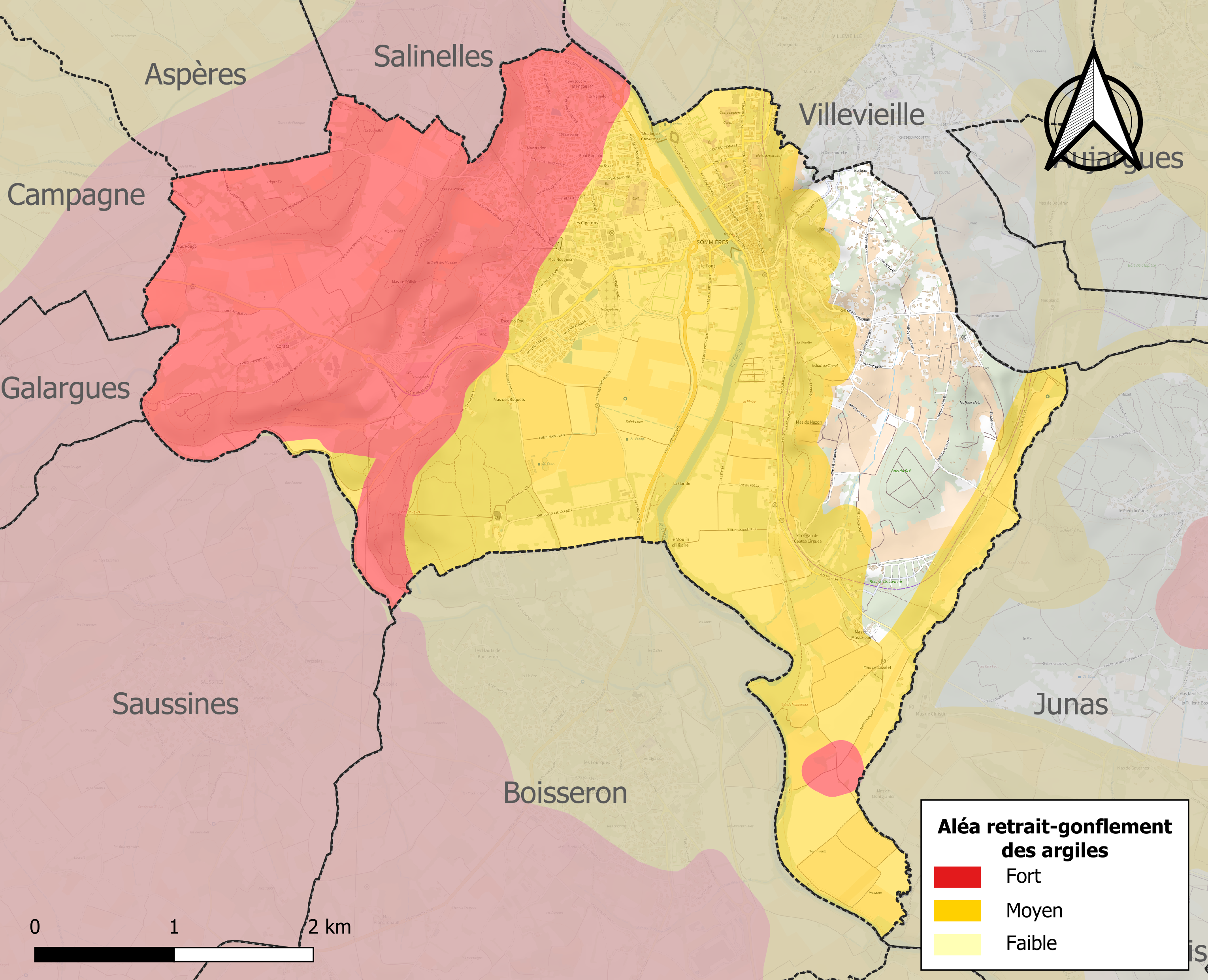
Carte des zones d'aléa retrait-gonflement des sols argileux de Sommières.

Le retrait-gonflement des sols argileux est susceptible d'engendrer des dommages importants aux bâtiments en cas d’alternance de périodes de sécheresse et de pluie. 86,3 % de la superficie communale est en aléa moyen ou fort (67,5 % au niveau départemental et 48,5 % au niveau national). Sur les 1 342 bâtiments dénombrés sur la commune en 2019, 1187 sont en aléa moyen ou fort, soit 88 %, à comparer aux 90 % au niveau départemental et 54 % au niveau national. Une cartographie de l'exposition du territoire national au retrait gonflement des sols argileux est disponible sur le site du BRGM,.
Par ailleurs, afin de mieux appréhender le risque d’affaissement de terrain, l'inventaire national des cavités souterraines permet de localiser celles situées sur la commune.

#### Risques technologiques
Le risque de transport de matières dangereuses sur la commune est lié à sa traversée par des infrastructures routières ou ferroviaires importantes ou la présence d'une canalisation de transport d'hydrocarbures. Un accident se produisant sur de telles infrastructures est en effet susceptible d’avoir des effets graves au bâti ou aux personnes jusqu’à 350 m, selon la nature du matériau transporté. Des dispositions d’urbanisme peuvent être préconisées en conséquence.

## Toponymie
Le nom est mentionné sous les formes latines Sumerium (1039), Somerium (1086), Saumerium (1094), Summidrium (1310) ; un texte de 1243 parle des castrum et villa Smidrii. En français, ville de Sommieres (1435), Somyeres (1557) et Saumieres (1582),.

## Histoire
| Blason de Sommières | De gueules au pont de cinq arches d'argent, maçonné de sable, sur une rivière courante d'argent, sommé d'une croix du même accostée de deux tours aussi d'argent (ouvertes et ajourées de sable). |

Le pont au-dessus du Vidourle fut construit au Ier siècle et attribué à l'empereur Tibère afin de relier Nîmes à Toulouse. Il était initialement constitué de plus de 20 arches pour une longueur totale de plus de deux cents mètres. Ses dimensions étaient ainsi suffisantes pour enjamber le lit "normal" du Vidourle et assurer la liaison entre les deux rives, malgré les nombreuses crues du fleuve.
Sommières fut érigée au Xe siècle en grande partie sur le pont (dont il ne reste ainsi que 7 arches visibles), à même le lit mineur du fleuve, ce qui explique les nombreuses inondations dont est victime la ville lors des débordements du Vidourle. Sommières fut un des fiefs principaux de la Maison des Princes d'Anduze, Satrapes de Sauve, et de leurs cousins les Roquefeuil-Anduze. Ces deux familles seigneuriales, de grande importance régionale, y battaient monnaie, dans un des ateliers de la ville, entre les années 1220-1266.

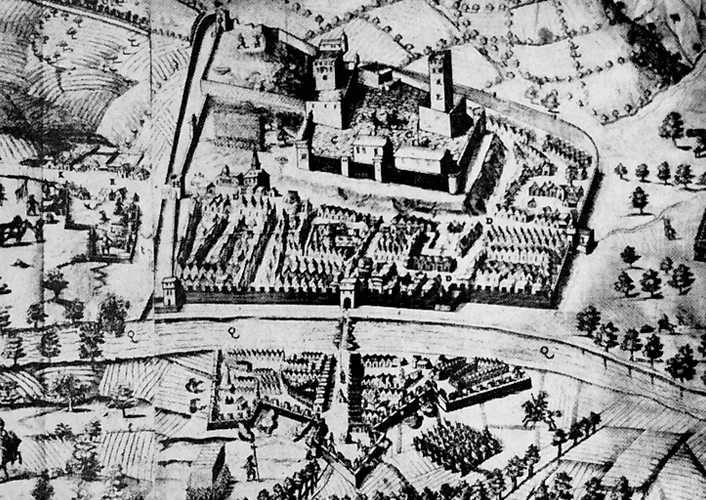
Siège de Sommières par Louis XIII - 14 août 1622.

Durant les guerres de religion, la ville change de mains à plusieurs reprises. Après le massacre de la Saint-Barthélemy, ce sont d’abord les protestants qui quittent la ville pour Anduze et Sauve. Ils réunissent une troupe, et sous la direction d’Antoine Dupleix, dit le capitaine Grémian, ils reprennent la ville par surprise le 6 novembre 1572.
Le gouverneur du Languedoc, Montmorency-Damville décide en janvier 1573 de reprendre à son tour la ville, qui est investie le 11 février 1573. Après deux mois de siège, le comte de Damville accepte la reddition des huguenots. Il épargne les habitants et les défenseurs, des Cévenols portant au chapeau la cuillère des Gueux de Zélande, sur instruction du roi mais les protestants doivent quitter la ville.
En 1622, durant les rébellions huguenotes, la ville est assiégée, comme presque toutes les villes protestantes, par l’armée royale.
Lors de la guerre des Camisards, Jean Cavalier fait une incursion dans Sommières le 2 octobre 1703 contre les troupes royales de la place dirigées par M. Montredon. Il incendie une partie du faubourg du Bourguet pour les faire sortir du bastion mais celles-ci n'interviennent pas et sept à huit personnes décèdent.
Elle fut chef-lieu de district de 1790 à 1795.
Au XIXe siècle, Sommières est une bourgade industrielle enrichie par le traitement de la laine.
En matière linguistique et culturelle, le Vidourle constitue la frontière et une zone de transition généralement admise entre les variantes languedociennes et provençales du pays d'Oc (et non le Rhône comme cela est souvent mentionné).
Sommières a donné son nom à une dénomination complémentaire de l'appellation Languedoc : Languedoc-Sommières.

## Politique et administration

### Jumelages
- Callosa de Segura (Espagne) depuis le 13 janvier 1989.

## Démographie
L'évolution du nombre d'habitants est connue à travers les recensements de la population effectués dans la commune depuis 1793. Pour les communes de moins de 10 000 habitants, une enquête de recensement portant sur toute la population est réalisée tous les cinq ans, les populations de référence des années intermédiaires étant quant à elles estimées par interpolation ou extrapolation. Pour la commune, le premier recensement exhaustif entrant dans le cadre du nouveau dispositif a été réalisé en 2006.

En 2022, la commune comptait 5 028 habitants, en évolution de +3,44 % par rapport à 2016 (Gard : +2,97 %, France hors Mayotte : +2,11 %).
| 1793  | 1800  | 1806  | 1821  | 1831  | 1836  | 1841  | 1846  | 1851  |
| ----- | ----- | ----- | ----- | ----- | ----- | ----- | ----- | ----- |
| 3 437 | 3 299 | 3 449 | 3 684 | 3 632 | 3 733 | 3 697 | 3 799 | 3 923 |

| 1856  | 1861  | 1866  | 1872  | 1876  | 1881  | 1886  | 1891  | 1896  |
| ----- | ----- | ----- | ----- | ----- | ----- | ----- | ----- | ----- |
| 4 040 | 4 010 | 3 875 | 4 000 | 3 734 | 3 771 | 3 838 | 3 821 | 3 740 |

| 1901  | 1906  | 1911  | 1921  | 1926  | 1931  | 1936  | 1946  | 1954  |
| ----- | ----- | ----- | ----- | ----- | ----- | ----- | ----- | ----- |
| 3 780 | 3 796 | 3 173 | 3 128 | 3 130 | 3 307 | 3 074 | 2 817 | 2 935 |

| 1962  | 1968  | 1975  | 1982  | 1990  | 1999  | 2006  | 2011  | 2016  |
| ----- | ----- | ----- | ----- | ----- | ----- | ----- | ----- | ----- |
| 3 145 | 3 311 | 3 070 | 2 934 | 3 250 | 3 677 | 4 505 | 4 463 | 4 861 |

| 2021  | 2022  | - | - | - | - | - | - | - |
| ----- | ----- | - | - | - | - | - | - | - |
| 5 040 | 5 028 | - | - | - | - | - | - | - |

## Activités culturelles
- Cinéma  Le Venise
- Radio locale Radio Sommières
- Plusieurs galeries d'art
- Artisanat d'art
- Musique : Jazz Corner, café musical, concerts
- Spectacles tauromachiques avec les Clubs Taurins « Lou Carmen » le club Taurin « CT Sommières et son Pays », L'Association de Défense des Tauromachies « L'Aficion », École de raseteurs de Sommières, le Club Taurin « Lou Passeroun »
- Théâtre
- Cité médiévale et Château
- Espace Lawrence Durell destiné à la culture
- Fêtes
  - Les Trad'hivernales,
  - les braderies et les brocantes,
  - la fête des fleurs au Printemps,
  - la fête des vins (15 août)
  - Fêtes d'Eté (fin juillet-début août)
  - Election Miss Pays de Sommières organisé par le Comité Miss Pays de Sommières qualificative pour Miss Languedoc-Roussillon avec la société Miss France Organisation
- Association « Sommières et son histoire[37]. »

## Activités économiques

Boutique à Sommières.

- Artisanat : nombreux artisans aux activités diverses.
- Commerce : depuis des siècles, du fait de sa position géographique la ville a toujours été tournée vers le commerce, plus d'une centaine de commerces variés, 4 grandes surfaces, un hébergement conséquent, (hôtel 5 étoiles, hôtels 3 étoiles, chambres d'hôtes, camping 5 étoiles, campings 3 et 4 étoiles), une trentaine de points de restauration, le marché de Sommières est réputé et connu depuis le XVIIe siècle (Midi Libre du 4 janvier 2018)[réf. nécessaire] (tous les samedis et les mercredis d'été en nocturne), il s' est classé parmi les 5 meilleurs marchés régionaux (halles incluses) dans le récent concours  organisé par TF1 et Midi Libre février 2018[réf. nécessaire].
- Industrie : autrefois prospère, l'industrie a pratiquement disparu, les huileries, les usines de cuir, de pantalons, la fabrique de carrelages, l'usine de coton, la mine de Salinelles (Terre de Sommières) ont fermé, subsiste une usine de pièces détachées pour l'aéronautique, la SODAPEM.
- Secteur tertiaire : exploitations vinicoles (caves coopératives Sommières et sa voisine Villevieille ainsi que des caves particulières), exploitations oléicoles (Moulin de Villevieille), maraichages, quelques céréales.
- Tourisme : cité médiévale (secteur sauvegardé) avec ses monuments classés et son pont habité, l'un des rares ponts habités en Europe (inscription Monument Historique DRAC juin 2018 La Gazette de Nimes 19 juillet 2018 France Bleu Gard Lozère 23 juillet 2018).

## Économie

### Revenus
En 2018  (données Insee publiées en septembre 2021), la commune compte 2 086 ménages fiscaux, regroupant 4 639 personnes. La médiane du revenu disponible par unité de consommation est de 18 280 € (20 020 € dans le département). 36 % des ménages fiscaux sont imposés (43,9 % dans le département).

### Emploi
|                | 2008   | 2013   | 2018   |
| -------------- | ------ | ------ | ------ |
| Commune        | 15,4 % | 15,1 % | 11,6 % |
| Département    | 10,6 % | 12 %   | 12 %   |
| France entière | 8,3 %  | 10 %   | 10 %   |

En 2018, la population âgée de 15 à 64 ans s'élève à 3 021 personnes, parmi lesquelles on compte 64,9 % d'actifs (53,3 % ayant un emploi et 11,6 % de chômeurs) et 35,1 % d'inactifs,. En  2018, le taux de chômage communal (au sens du recensement) des 15-64 ans est inférieur à celui du département, mais supérieur à celui de la France, alors qu'en 2008 il était supérieur à celui du département.
La commune est la commune-centre de l'aire d'attraction de Sommières,. Elle compte 2 215 emplois en 2018, contre 2 057 en 2013 et 1 944 en 2008. Le nombre d'actifs ayant un emploi résidant dans la commune est de 1 630, soit un indicateur de concentration d'emploi de 135,9 % et un taux d'activité parmi les 15 ans ou plus de 49,5 %.
Sur ces 1 630 actifs de 15 ans ou plus ayant un emploi, 696 travaillent dans la commune, soit 43 % des habitants. Pour se rendre au travail, 78,4 % des habitants utilisent un véhicule personnel ou de fonction à quatre roues, 2,5 % les transports en commun, 12 % s'y rendent en deux-roues, à vélo ou à pied et 7,1 % n'ont pas besoin de transport (travail au domicile).

### Activités hors agriculture

#### Secteurs d'activités
732 établissements sont implantés  à Sommières au 31 décembre 2019. Le tableau ci-dessous en détaille le nombre par secteur d'activité et compare les ratios avec ceux du département,.
| Secteur d'activité                                                                                        | Commune | Commune | Département |
| Secteur d'activité                                                                                        | Nombre  | %       | %           |
| --- | ------- | ------- | ----------- |
| Ensemble                                                                                                  | 732     | 100 %   | (100 %)     |
| Industrie manufacturière, industries extractives et autres                                                | 43      | 5,9 %   | (7,9 %)     |
| Construction                                                                                              | 64      | 8,7 %   | (15,5 %)    |
| Commerce de gros et de détail, transports, hébergement et restauration                                    | 283     | 38,7 %  | (30 %)      |
| Information et communication                                                                              | 12      | 1,6 %   | (2,2 %)     |
| Activités financières et d'assurance                                                                      | 24      | 3,3 %   | (3 %)       |
| Activités immobilières                                                                                    | 41      | 5,6 %   | (4,1 %)     |
| Activités spécialisées, scientifiques et techniques et activités de services administratifs et de soutien | 92      | 12,6 %  | (14,9 %)    |
| Administration publique, enseignement, santé humaine et action sociale                                    | 104     | 14,2 %  | (13,5 %)    |
| Autres activités de services                                                                              | 69      | 9,4 %   | (8,8 %)     |

Le secteur du commerce de gros et de détail, des transports, de l'hébergement et de la restauration est prépondérant sur la commune puisqu'il représente 38,7 % du nombre total d'établissements de la commune (283 sur les 732 entreprises implantées  à Sommières), contre 30 % au niveau départemental.

#### Entreprises et commerces
Les cinq entreprises ayant leur siège social sur le territoire communal qui génèrent le plus de chiffre d'affaires en 2020 sont : 
- Delber, supermarchés (30 659 k€) ;
- Sodapem, mécanique industrielle (25 360 k€) ;
- BR Fioul, commerce de gros (commerce interentreprises) de combustibles et de produits annexes (7 485 k€) ;
- Jardinerie Quincaillerie Bonell SARL, commerce de détail de quincaillerie, peintures et verres en grandes surfaces (400 m² et plus) (5 149 k€) ;
- Arc En Ciel Autocars, transports routiers réguliers de voyageurs (2 640 k€).

### Agriculture
La commune est dans le « Soubergues », une petite région agricole occupant une frange sud-est du département du Gard. En 2020, l'orientation technico-économique de l'agriculture  sur la commune est la polyculture et/ou le polyélevage.
|               | 1988 | 2000 | 2010 | 2020 |
| ------------- | ---- | ---- | ---- | ---- |
| Exploitations | 41   | 26   | 18   | 19   |
| SAU (ha)      | 469  | 402  | 311  | 430  |

Le nombre d'exploitations agricoles en activité et ayant leur siège dans la commune est passé de 41 lors du recensement agricole de 1988  à 26 en 2000 puis à 18 en 2010 et enfin à 19 en 2020, soit une baisse de 54 % en 32 ans. Le même mouvement est observé à l'échelle du département qui a perdu pendant cette période 61 % de ses exploitations,. La surface agricole utilisée sur la commune a également diminué, passant de 469 ha en 1988 à 430 ha en 2020. Parallèlement la surface agricole utilisée moyenne par exploitation a augmenté, passant de 11 à 23 ha.

## Culture locale et patrimoine

### Lieux et monuments

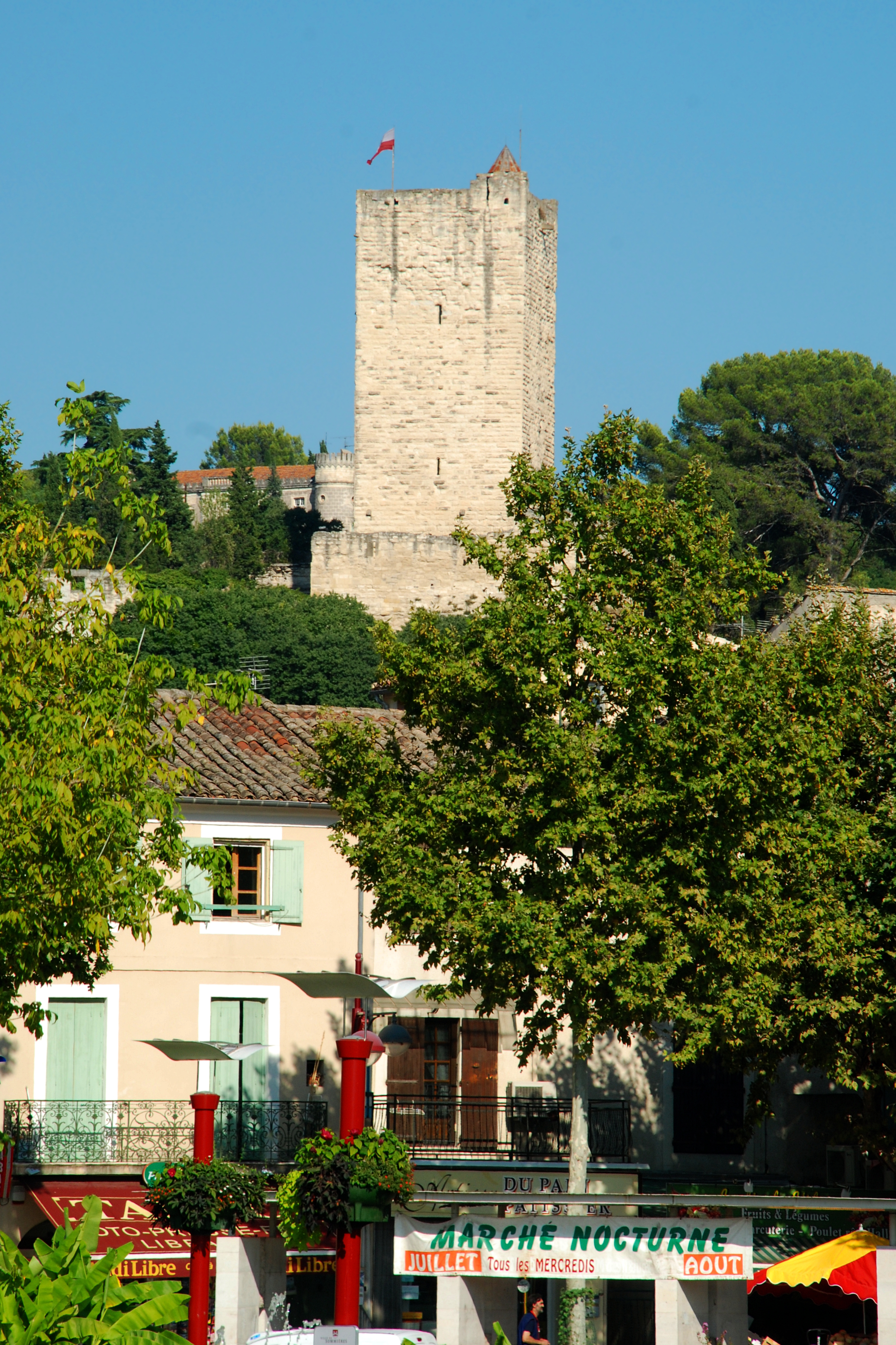
Château de Sommières.

- Château de Sommières inscrit aux monuments historiques le 8 septembre 2010[43], dont une grande partie est la propriété de la commune de Sommières.

- La chapelle royale castrale de Saint-Sauveur, dans l'ancien château fort, récemment restaurée et à présent ouverte au public dans le cadre de la visite du château avec accès à la tour Bermond (ou tour Carrée).
- La tour Bermond, édifiée sur un rocher, s'élève à 25 mètres ; sa partie supérieure permet une vue à 360° après avoir gravi les marches de l'escalier à vis.
- Les immeubles (XVIIe – XVIIIe siècles) inscrits au titre des monuments historiques par arrêté du 28 décembre 1984[44]. Escaliers à loggias avec rampes à balustres ou en fer forgé (cad. AC 423)[45].
- Nombreuses autres maisons et façades du XVe au XVIIIe siècle à découvrir sur les places à arcades et dans le dédale des rues de la ville ; ensemble urbanistique en damier remarquable, avec nombreux passages voûtés et arcades, hérité de la période médiévale ; nombreuses fenêtres géminées d'époque gothique, fenêtres Renaissance à croisées de meneaux, encadrements de portes à bossages XVIIe Louis XIII, façades Louis XV et ferronneries, etc. Un secteur sauvegardé de 60 ha a été mis en place depuis 2010 et devrait permettre une meilleure appréhension et conservation du patrimoine architectural de la cité à travers l'étude complète des éléments répertoriés.
- Le pont romain de Sommières dit « de Tibère » sur le Vidourle, inscrit aux monuments historiques le 6 mars 2025[46]. Après le pont du Gard, il s'agit de l'un des monuments de ce type parmi les mieux conservés du monde romain bien que très restauré au XVIIIe siècle notamment par l'ingénieur Pitot. Il est l'un des rares ponts encore habités en Europe. Il a été doté de portes au Moyen Âge, dont l'une est l'actuelle tour de l'horloge, en grande partie intégrée dans la ville à cette époque. Son tablier, à l'origine en léger dos d'âne, fut aplani au XIXe siècle et des rambardes en fonte de fer furent installées en lieu et place des parapets de pierres. Ce pont a été très souvent malmené lors des terribles crues du Vidourle appelées ici Vidourlades. Une des dernières en date, celle « historique » des 8 et 9 septembre 2002, a atteint, en amont du pont, une cote inédite de l'ordre de 8 mètres (précision impossible du fait de la position de l'étiage en aval du pont) ; l'eau passant de manière spectaculaire sur le tablier (40  à   50 cm) à travers les rambardes. En fait, le débit du fleuve, au plus fort de cette crue, a été estimé, après coup, au chiffre record de 2 600 m3/s environ. Mais la configuration de la traversée du fleuve dans la ville (1 km d'étalement des eaux) rend ces estimations bien complexes et aléatoires ; les anciennes projections, après les « crues références » de 1933 et 1958, estimaient que les 1 800  à   2 300 m3/s atteints lors de ces événements ne pouvaient plus être dépassés après la réalisation, en amont, de trois barrages écrêteurs de retenue dès la fin des années 1960 aux années 1980 (à savoir les barrages de Conqueyrac, Ceyrac et de La Rouvière). Mais la chronologie et l'ampleur exceptionnelle de l’événement ont constitué des facteurs très aggravants et inédits qui n'avaient pas été pris en compte alors. Depuis, on s'oriente plutôt vers la réalisation de retenues collinaires multiples afin de ralentir autant que faire se peut, dans le futur, l'impact de ces crues dévastatrices.

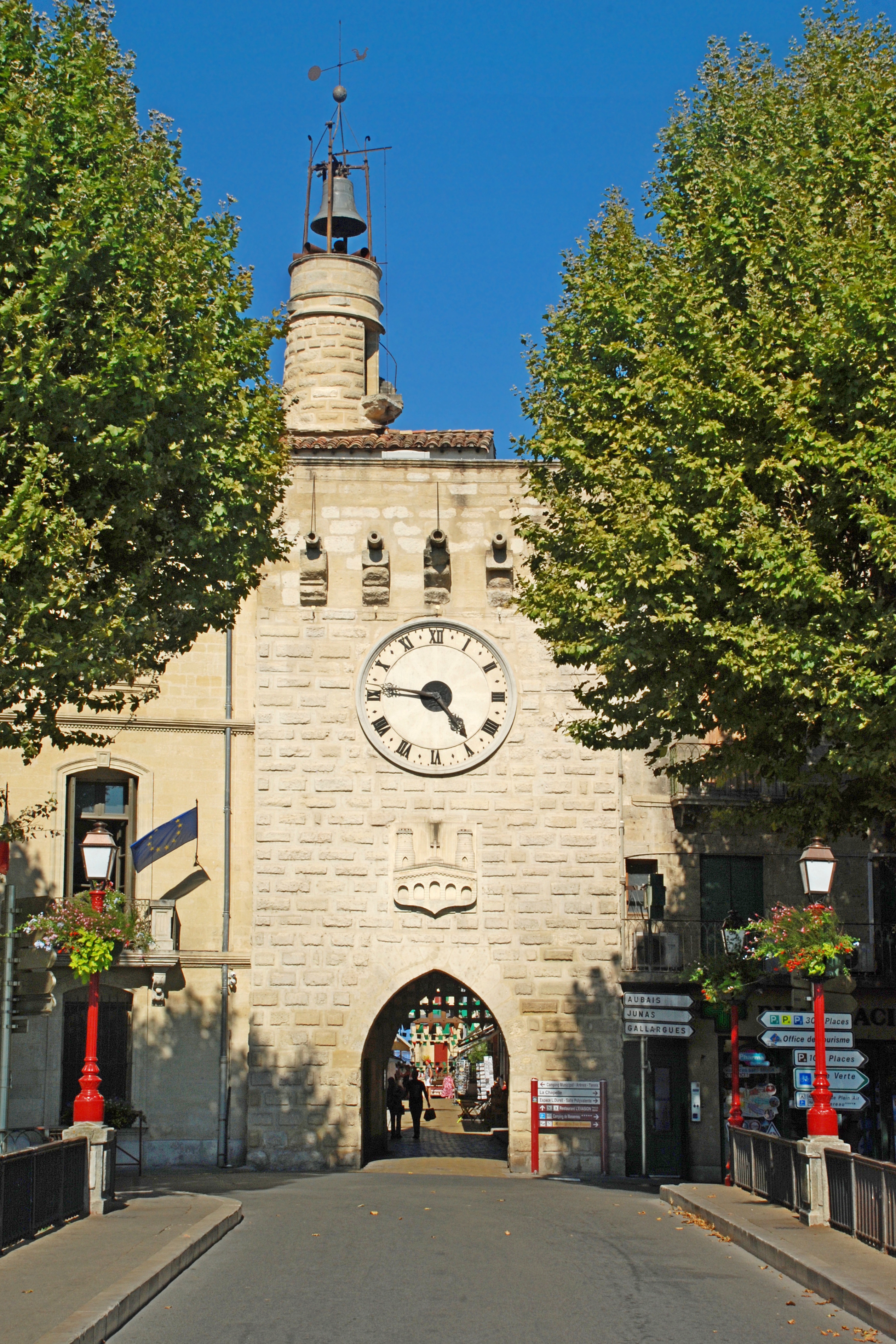
Le beffroi.

- Le beffroi communal, inscrit aux monuments historiques le 27 mars 1926, est une propriété de la commune. Cette tour fortifiée, dominant directement le Vidourle, jouxtant l'hôtel de ville, dans l'axe du pont, constituait une des entrées de la ville médiévale et comportait un pendant plus modeste (la « gleizette », effondrée lors d'une violente crue au début du XVIIIe siècle) à l'autre extrémité du pont romain, ainsi que l'atteste le blason de la ville qui y est sculpté, tout comme diverses gravures antérieures au XIXe siècle. Porte ogivale, sa terrasse est surmontée d'une petite tourelle circulaire dotée d'un campanile en fer forgé très sobre qui comporte une importante cloche datant de 1613 classée MH. Tombée à nouveau lors de sa seconde installation en 1657 elle est restée fêlée depuis (d'où un son caractéristique « étouffé » très particulier). Les deux grands cadrans monumentaux qui ornent les façades datent de la fin du XIXe siècle (1880).
- La porte du Bourguet, réaménagée en 1752 dans le style de l'époque. Elle a été restaurée après les inondations de 2002 notamment avec des aides de la ville de Versailles. Elle permet l'accès à la rue très commerçante Antonin-Paris, ancienne « rue droite ». À noter qu'elle possède encore ses anciennes portes en bois cloutées, également restaurées elles aussi par la même occasion. Lors de la dernière crue des 8 et 9 septembre 2002, l'eau a atteint la base de l'imposte en fer, soit environ 4 mètres (niveau des premiers étages, quelque 30 cm de plus qu'en 1933 et 1958...).
- La porte Narbonne, un peu plus bas, édifiée en 1753, restaurée après les inondations de 2002 elle aussi peu après la porte du Bourguet, donne directement accès au dédale des rues en damier de la ville basse.
- La porte de la Taillade : il n'en reste plus qu'un jambage. Située à l'extrémité sud de la vieille cité, à proximité de  l'antique Via Luteva (de Nîmes à Lodève et Toulouse), elle ouvre sur la rue montante dite de la Taillade qui se continue ensuite en descente jusqu'à l'ex-place des Halles (place Jean-Jaurès), pour à gauche, à angle droit, donner sur l'actuelle rue de l'Horloge, afin de franchir le Vidourle[Note 16].

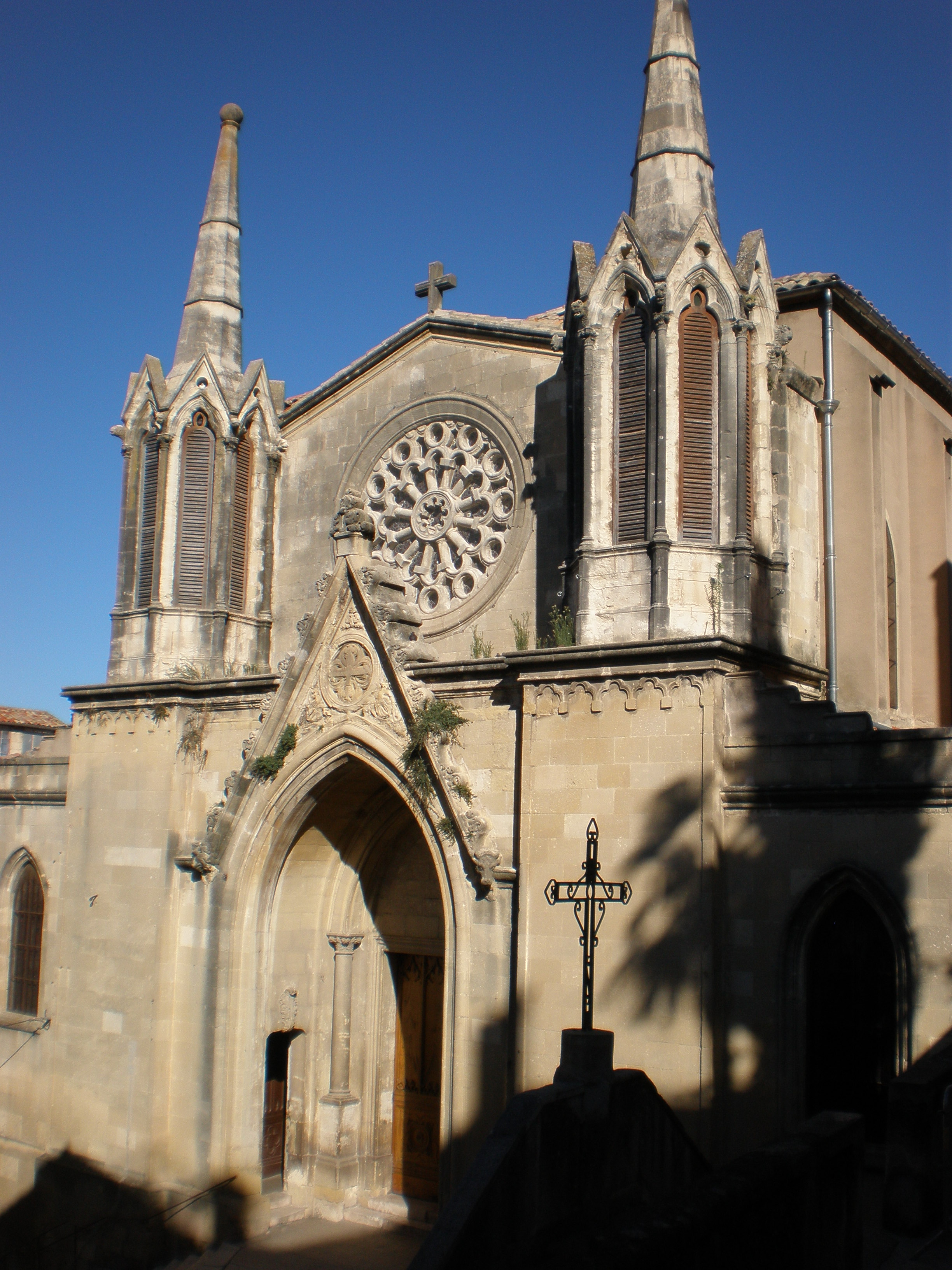
L'église Saint-Pons.

- L'église Saint Pons de Sommières a été entièrement rebâtie entre 1846 et 1867 dans le style néo-gothique alors à la mode (restauration et redécouverte des édifices médiévaux oblige depuis les années 1830/40, comme la Sainte Chapelle à Paris) ; elle n'est cependant pas dénuée d'intérêt. Sa façade encadrée de deux clochetons pointus présente un portail gâblé central surmonté d'une grande rose, le tout agrémenté d'un riche décor sculpté. L'allure générale de cette façade présente une similitude frappante avec celle de l'église Saint-Bardulphe de Rochefort du Gard bâtie également sur les plans de l'architecte Bourdon. La richesse du décor peint intérieur n'est pas sans rappeler, certes de manière plus modeste, celui de l'abbaye Saint-Michel de Frigolet à côté de Tarascon ainsi que tout son mobilier liturgique XIXe encore présent, ce qui devient de plus en plus rare. À voir également l'orgue quelque peu composite au niveau des époques, en cours de restauration, et le très gracieux clocher de style Louis XV (1748) surmonté d'un élégant dôme de pierre avec lucarnes, seul élément conservé de l'ancienne église reconstruite après les troubles des guerres de Religion[Note 17]. L'état général de l'église, seulement cent cinquante ans après sa construction, est depuis quelques années suffisamment alarmant pour qu'une souscription vienne d'être lancée[Quand ?] en vue d'opérer plusieurs tranches de restaurations indispensables, notamment au niveau de l'étanchéité du bâtiment et du décor sculpté extérieur parfois très abîmé. Le bâtiment n'étant ni classé ni inscrit aux monuments historiques, il a été fait appel au mécénat ; la commune et la Fondation du Patrimoine ont participé également à ces travaux (la façade sud donnant sur le parvis et la rénovation des vitraux de la grande rosace composée de mille trois cents pièces de verre bénéficient de cette première tranche de travaux tout comme l'orgue actuellement objet d'un étude par une commission spécialisée)[Note 18].

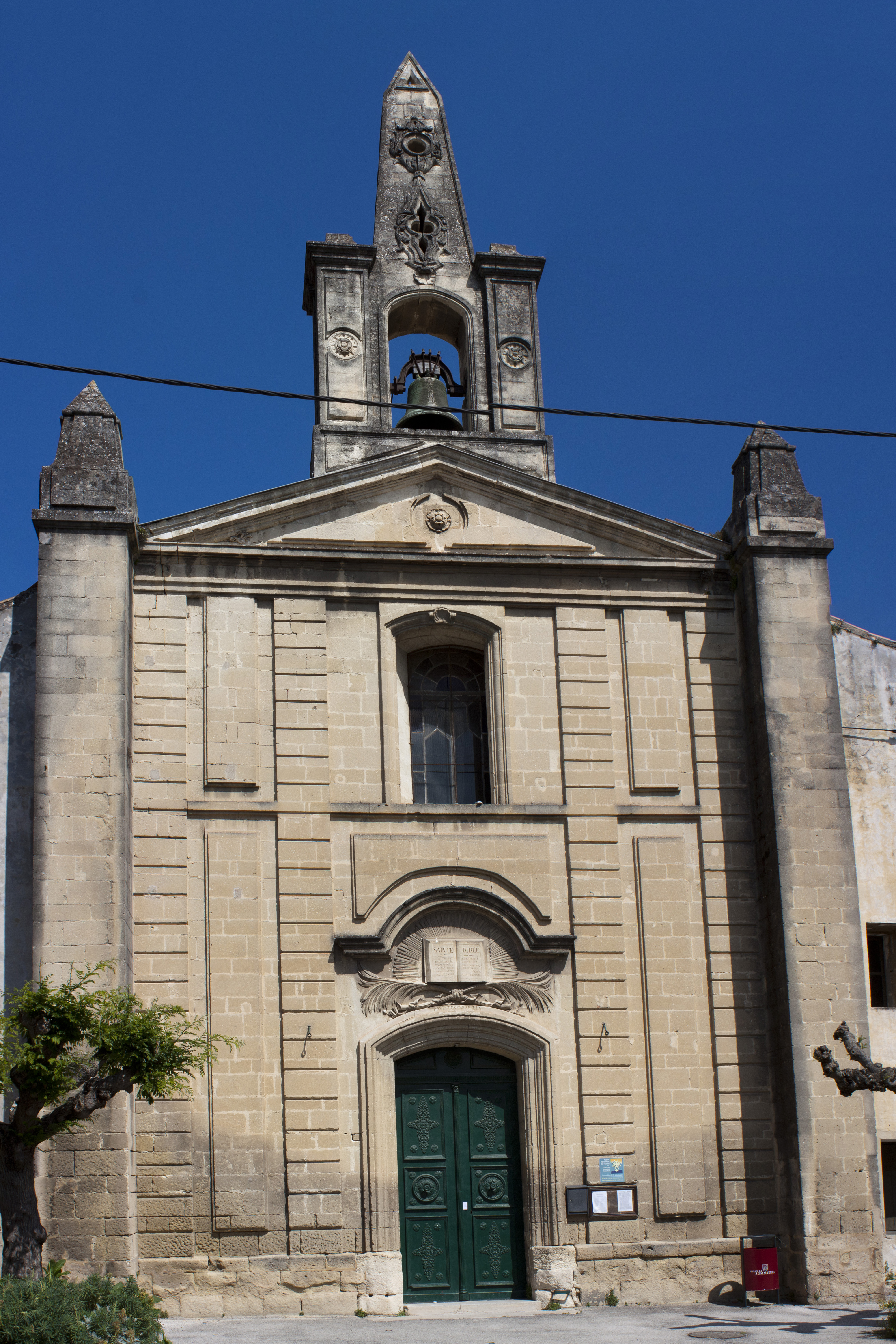
Temple de l'Église réformée unie de France.

- Le temple protestant de Sommières est installé depuis le début du XIXe siècle dans l'ancienne église des cordeliers (XVIIIe siècle remaniée pour les besoins de sa nouvelle affectation au XIXe). Belle façade classique, clocher sur le pignon central surmonté d'une sorte d'obélisque ou pyramidion, lui-même encadré de deux autres éléments de ce type. Cet édifice n'est pas sans rappeler, de manière plus sobre, la remarquable église voisine d'Aujargues ou, quelque peu, le curieux temple de Salinelles. À proximité du temple se trouvait une petite chapelle avec une crypte jouxtant l'hospice (lieu d'hébergement pour personnes âgées et géré par des religieuses devenu aujourd'hui un EHPAD) ; celle-ci fut démolie durant les années 1970, sa cloche déclarée disparue a été retrouvée dans le clocher de l'église Saint-Pons lors des récents travaux de réfection.
- Chapelle du couvent des Ursulines de Sommières.
- L'ancien ensemble des Récollets milieu XVIIe, situé sur la place du Bourguet. Il abrite les moines jusqu'au milieu du XVIIIe siècle date à laquelle il est transformé en hôpital. À partir de 1807, les ursulines investissent les lieux. Les bâtiments conventuels sont intégralement remaniés au XIXe siècle dans un style originale « gothique renaissance » à l'exception de la grande chapelle qui possède un étonnant plafond plat (ses décors et le mobilier ont été cependant entièrement renouvelés tout au long du XIXe). De cette époque demeure aussi la monumentale grille en claustra de bois de noyer au sein d'une grande arche, derrière le maître autel, les sœurs ne pouvant se mélanger à la population civile.
- L'ancien ensemble conventuel des Ursulines, milieu XVIIe, en haut de la rue Taillade, abrite l'actuel centre culturel entièrement rénové dénommé Espace Lawrence-Durrell, l'ancienne chapelle étant destinée à  des expositions itinérantes.
- Le château au quartier de Calès, dénommé château de Lantillac, petit château du milieu XIXe siècle, sorte de « gentilhommière », juché sur la colline surplombant la ville et le château médiéval, deux petites tours rondes, à l'origine couvertes de toitures coniques, encadrent sa façade.
- Le château de Costes-Cirgues, dit autrefois mas de Fine ; bien caché dans la végétation, il est remanié au début du XXe dans le style Belle Époque, toiture conique pointue couverte d'ardoises de la tour de l'horloge avec cadran en façade ; présence, à côté, sur une terrasse, d'un campanile en fer forgé riveté abritant une ancienne cloche d'église de belle dimension très décorée datant de la seconde moitié du XIXe siècle provenant de l'église du Mont-Dore (Auvergne)[Note 19].
- Le domaine de Massereau, plus ancien, possède également une tour d'angle comportant encore une fois une ancienne horloge. Cette tour ronde est coiffée d'un dôme de pierre surmonté d'un petit campanile très sobre composé de quatre arceaux de fer supportant un timbre hémisphérique pour sonner les heures. Il est le premier établissement d'hôtellerie de plein air à obtenir la 5e étoile en 2010[47].
- Le domaine de Puech Bouquet non loin de la limite communale avec le département de l'Hérault. En 1704, Jean Joseph d’Albenas acheta ce château et lui donna le nom de Gajan. Une clé de voûte sous l'escalier porte la date de 1606 qui situerait l'époque de sa construction. Il fut ensuite la propriété de la famille Cazaly qui le céda à la comtesse de Noailles en 1859. Il est depuis passé en de nombreuses mains mais reste une propriété privée.
- Le début du XXIe siècle voit l'ancienne voie ferrée Nîmes-Sommières (inaugurée le 30 octobre 1882 et fermée en mai 1987) transformée en voie verte de la Vaunage : Caveirac - Calvisson - Sommières pour tous les non motorisés : piétons, fauteuils, patins et vélos[48]. Celle-ci se continue à présent (travaux terminés) en direction de Fontanés-Lecques pour rejoindre par la suite Quissac et Sauve (la portion Quissac-Sauve est déjà fonctionnelle).

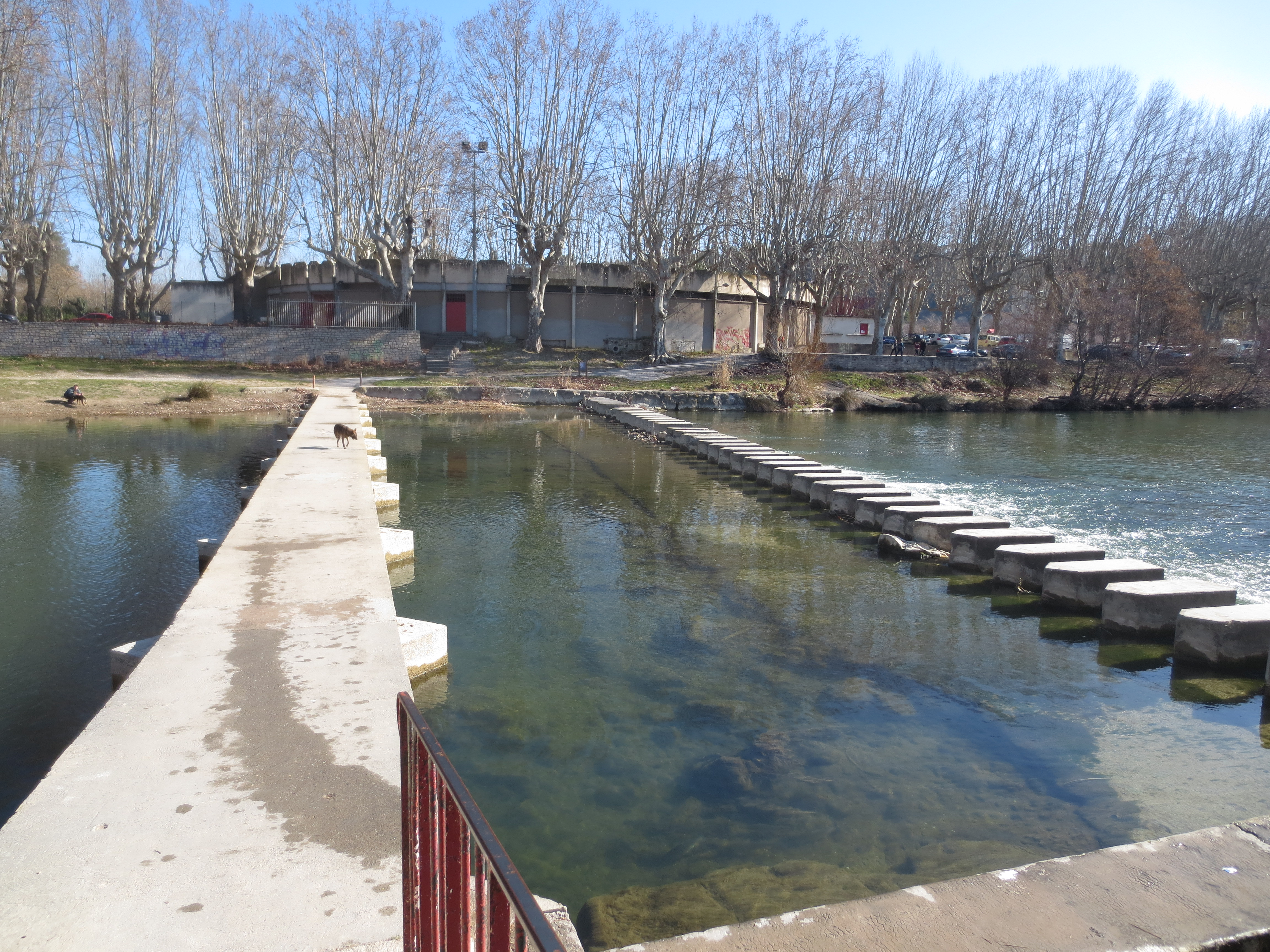
Passerelles traversant le Vidourle et menant aux arènes.

### Personnalités liées à la commune
- Famille D’Albenas : famille noble dont plusieurs personnages historiques.
- Émilien Dumas, né le 4 novembre 1804 près de Sommières et mort le 21 septembre 1870 à Ax-sur-Ariège, érudit, paléontologue et géologue français. Il dresse, notamment, la carte géologique du Gard, toujours utilisée.
- Guillaume Viger, homme politique français né à Sommières en 1792.
- Numa Gilly, homme politique français né à Sommières.
- Alain Danilet, homme politique français qui fut maire de Sommières.
- Jean-Baptiste Fabre, dit « abbé Fabre », né à Sommières le 28 mars 1727, ecclésiastique et écrivain. Son œuvre en français, en grande partie inédite, est consacrée à la poésie classique, aux contes et à la polémique. Il connaît le succès dans son œuvre en occitan, beaucoup plus libre et inventive. D'abord conçus pour amuser les nobles, notables et ecclésiastiques qu'il fréquente, ses ouvrages connurent un grand succès populaire au XIXe siècle[réf. souhaitée]. Il traduit aussi à sa façon en occitan les grands poètes classiques comme Homère, Virgile, Horace, Martial ou Ovide.
- Charles Pascalis de Martignac (1732-1793), général des armées de la République, né à Sommières.
- Raymond César Oubxet (1740-1813), général des armées de la République et de l'Empire, né et mort dans la commune.
- Famille Poussigue :
  - 1/  Léon né à Sommières en 1856, créateur du puits Arthur-de-Buyer, premier puits de mine à avoir dépassé les 1 000 mètres de profondeur en France en 1900. Nommé chevalier de la Légion d'honneur en 1909, il a également reçu une médaille d'or à l'exposition universelle de 1900 ainsi que la médaille d'or de la société d'industrie minéral en 1904.
  - 2/ Alfred dit « Poussigue-Meyrel » (1866-1941), né à Sommières dans la maison familiale 5, rue Taillade (plaque commémorative), auteur compositeur, régisseur de théâtres (Nice, Limoges).
  - 3/ Fernand dit « Poussigue-Junior » (1872-1940) né à Sommières 5, rue Taillade, poète, auteur compositeur de carrière internationale.
  - 4/ Henri fils de « Poussigue-Meyrel », chef d'orchestre parisien qui fit don à la ville de Sommières de divers tableaux appartenant à son père et peints par Jacqueline Gaussen Salmon peintre de la première moitié du XXe siècle.
- Jean Valz, né en 1746 dans le Gard (à Gallician, Vauvert ou Nîmes), mort en 1794 à Nîmes (guillotiné). Bourgeois révolutionnaire influent du Gard, administrateur de Nîmes, premier administrateur du district de Sommières. Il fut condamné à mort comme « fédéraliste », par le tribunal criminel du département du Gard. Il fut l'une des toutes dernières victimes de la Terreur[réf. souhaitée].
- Famille Dax, médecins français :
  - 1° Marc, installé à Sommières en 1800, né le 27 décembre 1770 à Tarascon-sur-Ariège, mort à Sommières le 3 juin 1837. Maire de Sommières de nombreuses années,l est considéré comme un précurseur de la théorie de la dominance de l'hémisphère gauche du cerveau humain dans le langage, devançant de vingt-cinq ans les travaux de Paul Broca dont le nom a largement éclipsé celui de Dax Il a écrit également un mémoire sur les bienfaits médicaux des  eaux des « Bouillens » source naturelle à Vergèze à l'origine de l'eau minérale « Perrier ». (Mémoire publié dans les Mémoires de l'Académie de Nimes en 1810).
  - 2° Gustave, également installé à Sommières, fils de Marc, il publie en 1863, en y intégrant ses recherches personnelles, les travaux de son père aux fins de reconnaissance. Il fut également Maire de Sommières pendant de nombreuses années et comme son père médecin bénévole des nécessiteux hébergés à l'Hospice local, Une plaque commémorative a été apposée dans l'immeuble familial rue Antonin-Paris à Sommières, une place (ex-place du Marché)  porte leur nom.
- Jacques Louis Vialla, né le 4 août 1764 à Sommières, mort en 1849 à Belleville, colonel français.
- Jean Pierre Joseph Bruguière, né le 22 juin 1772 à Sommières et mort de ses blessures le 5 juin 1813 à Görlitz en Prusse, général d'Empire.
- Eugène Rouché (1832-1910), mathématicien.
- Marthe Borély (1880-1955), auteure et critique littéraire antiféministe des années 1920 et 1930, chevalier de la Légion d'honneur en 1935 et proche de l'Action française.
- Pierre Comert (1880-1964), journaliste et diplomate. Il participa à la fondation de la Société des Nations, dont il fut l'un des cinq directeurs (1919 à 1932). En août 1940, il fonda à Londres le quotidien France.
- Jacqueline Gaussen Salmon (1906-1948), peintre de la première moitié du XXe siècle.
- Jacky Siméon (1952-), raseteur vedette des années 1973-1989 installé à Sommières[49], également écrivain.
- Jérôme Guézénec, né le 23 décembre 1973, ancien membre de l'équipe de France paralympique de tennis de table, vice-champion du monde et champion d'Europe.
- Lawrence Durrell, écrivain et voyageur britannique, né le 27 février 1912 à Jalandhar dans les Indes Britanniques, installé à Sommières pendant une trentaine d'années, jusqu'à sa mort le 7 novembre 1990.
- Sylvain Augier, animateur français de télévision et de radio, décédé au village voisin de Lecques le 16 mars 2024[50].
- Jacques Bollo, artiste peintre né à Monaco le 25 octobre 1931 et mort à Nîmes le 31 mai 2013, vivait à Sommières.

## Vues aériennes

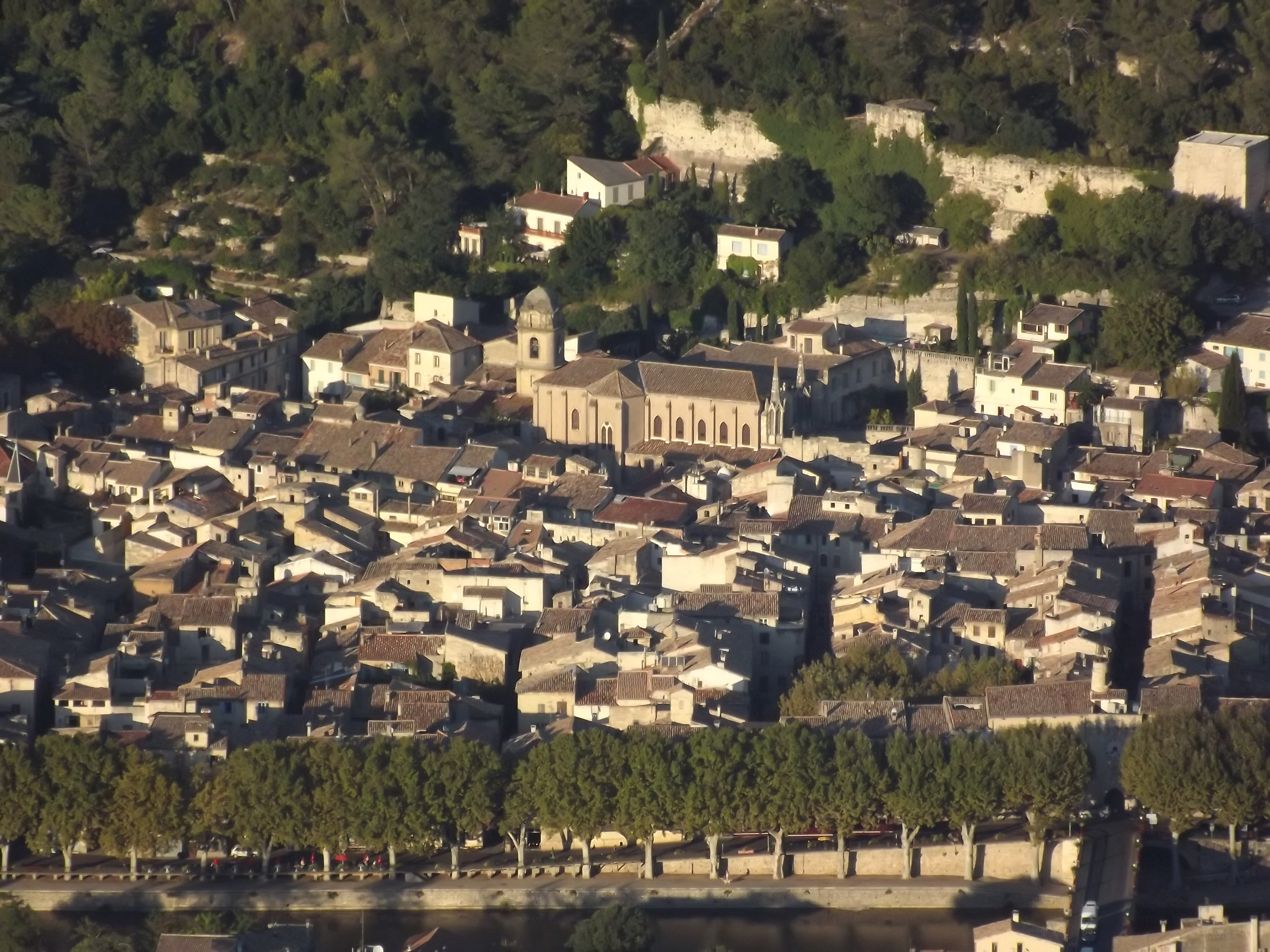
Vue aérienne.
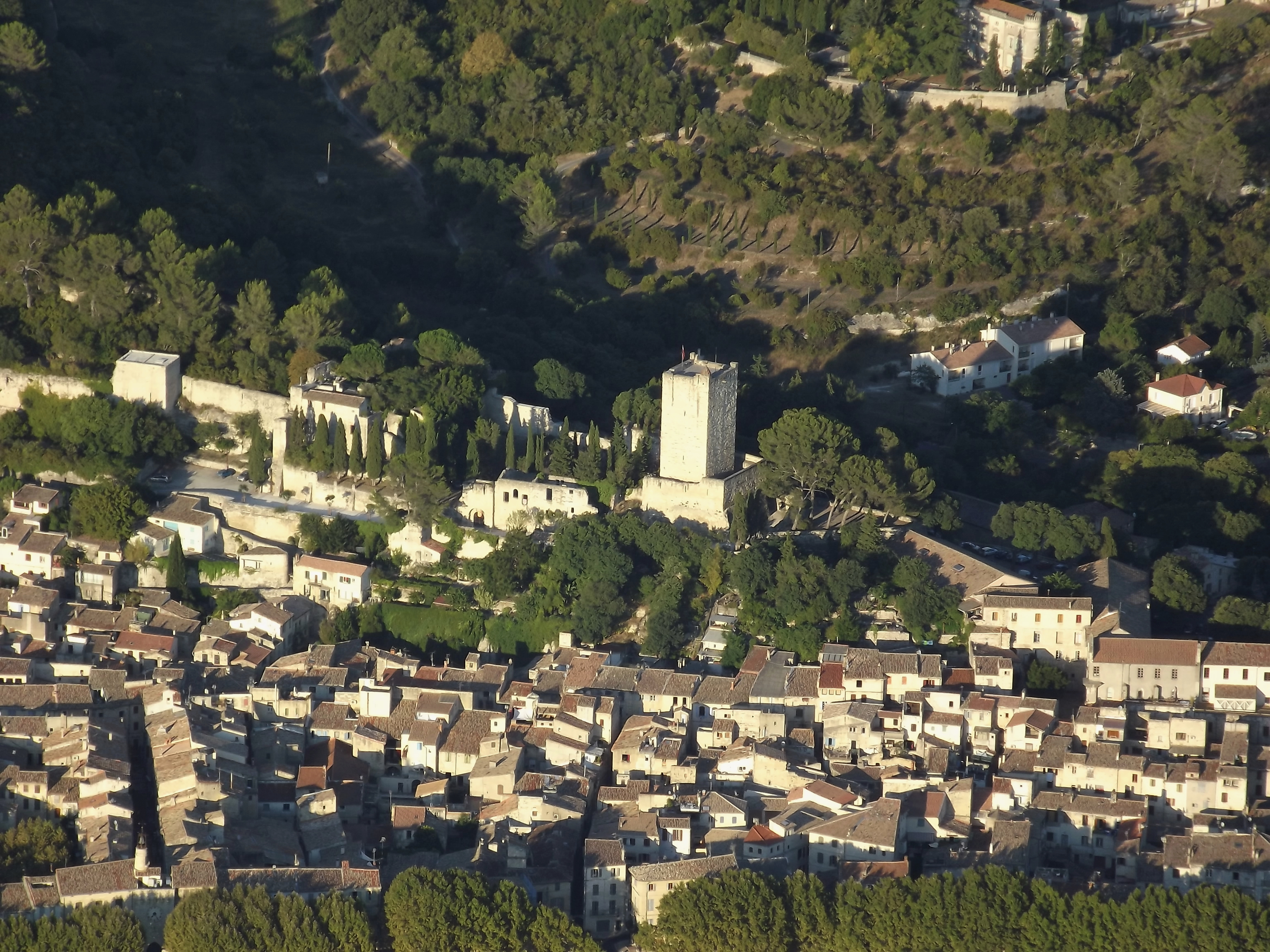
Vue aérienne.